# Notuner Gaan
Notuner Gaan (tiếng Bengal: নতুনের গান, Bài hát tuổi trẻ), được biết đến nhiều hơn (sau dòng đầu tiên) với tên gọi Chol Chol Chol là nhạc diễu hành quốc gia (tiếng Bengal: -সঙ্গীত) của Bangladesh, có lời bài hát và giai điệu được viết bởi nhà thơ quốc gia Kazi Nazrul Islam năm 1928. Nó được xuất bản lần đầu trên tờ báo Shikha (শিখা Ngọn lửa) với tựa đề Notuner Gaan (নতুনের Bài hát tuổi trẻ) và sau đó được đưa vào cuốn sách của NazrulShondha (সন্ধ্যা Buổi tối). Chính phủ Bangladesh đã thông qua bài hát này làm nhạc diễu hành quốc gia của Bangladesh vào ngày 13 tháng 1 năm 1972 trong phiên họp đầu tiên sau khi giành độc lập của đất nước. Những dòng đầu tiên của bài hát được chơi ở hầu hết buổi lễ của quân đội. The Daily Star đã gọi nó như bài hát quân đội quốc gia.

## Lịch sử
Vào tuần đầu tiên của tháng 2 năm 1928, Nazrul đã đến Dhaka để tham dự hội nghị thường niên lần thứ hai của Hiệp hội văn học Hồi giáo. Anh ấy đã viết bài hát này tại nhà của Syed Abul Hossain.

## Lời bài hát
| Tiếng Bengal | Chuyển tự | Dịch sang tiếng Việt |
| --- | --- | --- |
| চল্‌ চল্‌ চল্‌ ঊর্দ্ধ গগনে বাজে মাদল নিম্নে উতলা ধরণী-তল অরুণ প্রাতের তরুণ দল চল্‌ রে চল্‌ রে চল্‌ চল্‌ চল্‌ চল্‌।। ঊষার দুয়ারে হানি আঘাত আমরা আনিব রাঙা প্রভাত আমরা টুটাব তিমির রাত, বাঁধার বিন্ধ্যা চল।। নব নবীনের গাহিয়া গান সজীব করিব মহাশশ্মান আমরা দানিব নতুন প্রাণ বাহুতে নবীন বল।। চলরে নওজোয়ান শোনরে পাতিয়া কান- মৃত্যু-তোরণ-দুয়ারে-দুয়ারে জীবনের আহ্বান ভাঙ্গরে ভাঙ্গ আগল চল্‌ রে চল্‌ রে চল্‌ চল্‌ চল্‌ চল্‌।। | Chôl Chôl Chôl Urddhô gôgône baje madôl Nimne utôla dhôrôni tôl Ôrun prater tôrun dôl Chôlre Chôlre Chôl Chôl Chôl Chôl.. Ushar duare hani aghat Amra anibô ranga prôbhat Amra tutibô timirô rat Badhar bindhya chôl.. Nôbô nôbiner gahiya gan Sôjib kôribô môhashôshman Amra danibô nôtun pran Bahute nôbin bôl.. Chôlre nôojoan, Shonre patiya kan Mrrityu torôn duyare duyare Jibôner ahban Bhanggre bhangg agôl Chôl re Chôl re Chôl.. Chôl Chôl Chôl | Hành khúc, hành khúc, hành khúc Bằng một nhịp trống đến một thiên đường Từ trái đất bên dưới và đất ảm đạm Tuổi trẻ vươn lên trong ánh bình minh, Trái, bây giờ, bây giờ, phải! Hành khúc, hành khúc, hành khúc Qua cánh cửa bình minh, một cú đánh vỡ tan Chúng tôi sẽ mang lại bình minh, đỏ tươi trong ánh sáng; Chúng ta sẽ phá hủy sự u ám của màn đêm Và cản trở chiều cao núi, Người trẻ nhất, một bài hát sẽ hát; Từ chôn xương chúng ta nuôi sống; Chúng ta là những người, cuộc sống mới sẽ mang lại Với một cánh tay mới của sức mạnh. Người lính, hãy đứng lên, Một tai nóng bỏng bây giờ uốn cong; Cánh cửa dẫn đến cổng thông tin của cái chết, Một cuộc gọi kéo dài cuộc sống! Phá vỡ tất cả các cửa chặt chẽ và diễu hành, trái và phải! Hành khúc, hành khúc, hành khúc |

Dưới đây là phần còn lại của lời bài hát gốc mà cuộc diễu hành quốc gia Bangladesh đến (tiếp tục từ phần cuối cùng):
| Tiếng Bengal | Chuyển tự | Dịch sang tiếng Việt |
| --- | --- | --- |
| ঊর্ধ্ব আদেশ হানিছে বাজ, শহীদী-ঈদের সেনারা সাজ, দিকে দিকে চলে কুচ-কাওয়াজ— খোল রে নিদ-মহল! কবে সে খেয়ালী বাদশাহী, সেই সে অতীতে আজো চাহি' যাস মুসাফির গান গাহি' ফেলিস অশ্রুজল। যাক রে তখত-তাউস জাগ রে জাগ বেহুঁশ। ডুবিল রে দেখ কত পারস্য কত রোম গ্রিক রুশ, জাগিল তা'রা সকল, জেগে ওঠ হীনবল! আমরা গড়িব নতুন করিয়া ধুলায় তাজমহল! চল্‌ চল্‌ চল্।। | Urddhô adesh hanichhe baaj Shôhidi-Eider senara saaj Dike dike chôle kuch-kaôaj Khôl re nid-môhôl Kôbe se kheyali badshahi Shei se ôtite ajô chahi Jas musafir gaan gahi Felis ôsrujôl Jak re takht-taus Jag re jag behush Dubilô re dekh kôtô parôsshô Kôtô rôm grik rush Jagilô tara sôkôl Jege ōth hinôbôl Amra gôribo nôtun kôria Dhulai tajmôhol Chôl Chôl Chôl | Trên cao bị sét đánh, đội trưởng của liệt sĩ cho trận chiến dàn trận; Ở mọi hướng, một cuộc diễu hành diễu hành làm buồn ngủ từ đêm. Khi nào vương quốc cổ đại đó biến mất? Chúng tôi muốn thời đại cổ xưa ngày nay. Bài hát người hát rong, chúng tôi sẽ hát và chơi. khóc với tất cả sức mạnh của bạn! Bây giờ, ngai vàng ngạo nghễ Awaken, O you heedless drone! Xem cách cai trị của Ba Tư chìm xuống, Nga và Hy Lạp và Rome. Tất cả đều thức dậy để chiến đấu; Bạn yếu đuối, bây giờ đốt cháy! Từ bụi, chúng tôi sẽ xây dựng lại Taj Mahal! Đoàn kết lại! Trái. phải, trái, phải! Hành khúc, hành khúc, hành khúc |